# Gulnäbbad oxhackare
Gulnäbbad oxhackare (Buphagus africanus) är en av två arter oxhackare inom ordningen tättingar, afrikanska fåglar kända för att leva av parasiter som de plockar från däggdjur.

## Utseende och läten
Oxhackare är slanka och långvingade släktingar till starar med en kroppslängd på ungefär 20 centimeter. Fjäderdräkten är brunaktig med kraftig näbb. Denna art skiljer sig från sin systerart rödnäbbad oxhackare genom att ha röddoppad gul näbb istället för helröd samt avsaknad av gul ögonring runt det röda ögat. Den är också allmänt blekare, framför allt på ryggens nedre del och övergumpen. Ungfågeln har brun näbb, ej svart. Lätet besrivs som korta, väsande "kriss, kriss".

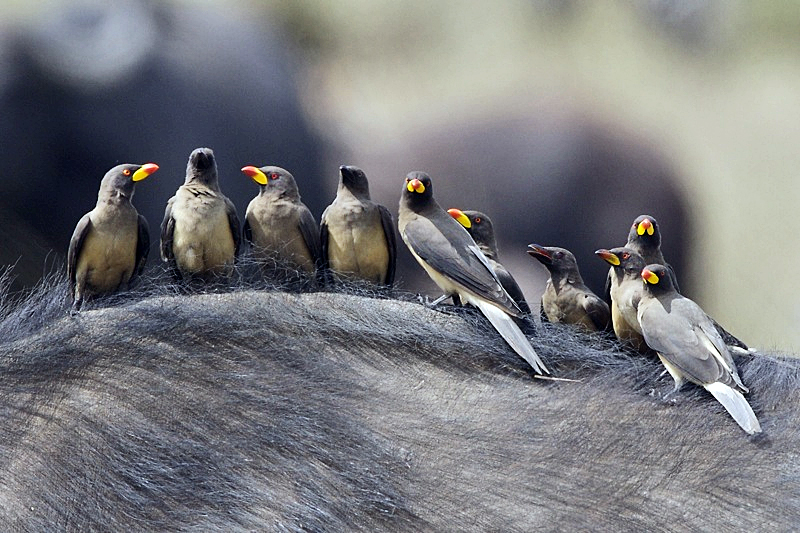
Adulta och juvenila fåglar i Masai Mara, Kenya.

## Utbredning och systematik
Gulnäbbad oxhackare delas in i två underarter med följande utbredning:
- Buphagus africanus africanus – förekommer på savann i Afrika, söder om Sahara
- Buphagus africanus langi – förekommer i Gabon, västra Kongo-Kinshasa och Kongo-Brazzaville

Hybridisering förekommer med gulnäbbad oxhackare i Zambia i allt större utsträckning.

### Familjetillhörighet
Oxhackarna är nära släkt med stararna (Sturnidae) och placerades tidigare i den familjen. DNA-studier visar dock att de är systergrupp till härmtrastar (Mimidae) och starar tillsammans. De lyfts därför idag ut till en egen familj, Buphagidae, för att undvika att slå ihop starar och härmtrastar till en enda familj.

## Levnadssätt
Gulnäbbad oxhackare påträffas på savann och i skogslandskap, ofta nära vatten och i sällskap av afrikansk buffel, noshörningar, flodhäst och boskap. Den livnär sig nästan uteslutande av hudlevande parasiter från stora däggdjur, men kan också ta blod och vävnad från sår. Oxhackare tar nattkvist i flock, oftast i döda träd.

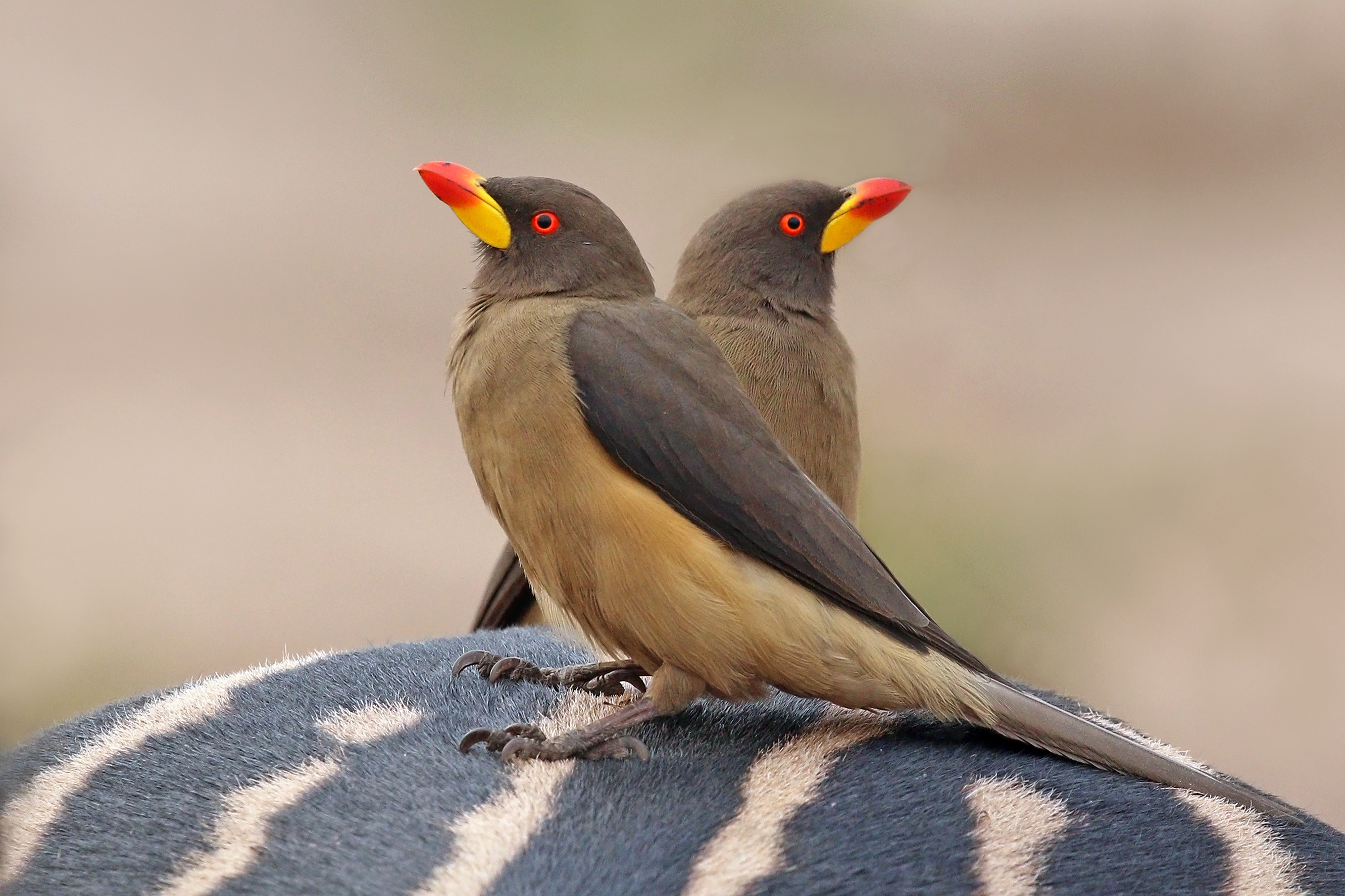
Gulnäbbade oxhackare av underarten africanus på en zebra i Senegal.

Fågeln häckar mellan juni och september i Mauretanien och Senegal, april–augusti i Nigeria, maj–juni i Sudan och mestadels december–juni i Östafrika.

## Status och hot
Arten har ett stort utbredningsområde och en stor population, men tros minska i antal till följd av allt färre värdarter och metoder att avlägsna hudparasiter från boskap med insektsgifter. Den minskar dock inte tillräckligt kraftigt för att den ska betraktas som hotad, varför internationella naturvårdsunionen IUCN kategoriserar den som livskraftig (LC). Världspopulationen har inte uppskattats men den beskrivs som vanlig i nationalparker och skyddade områden.